# Filipínské špagety

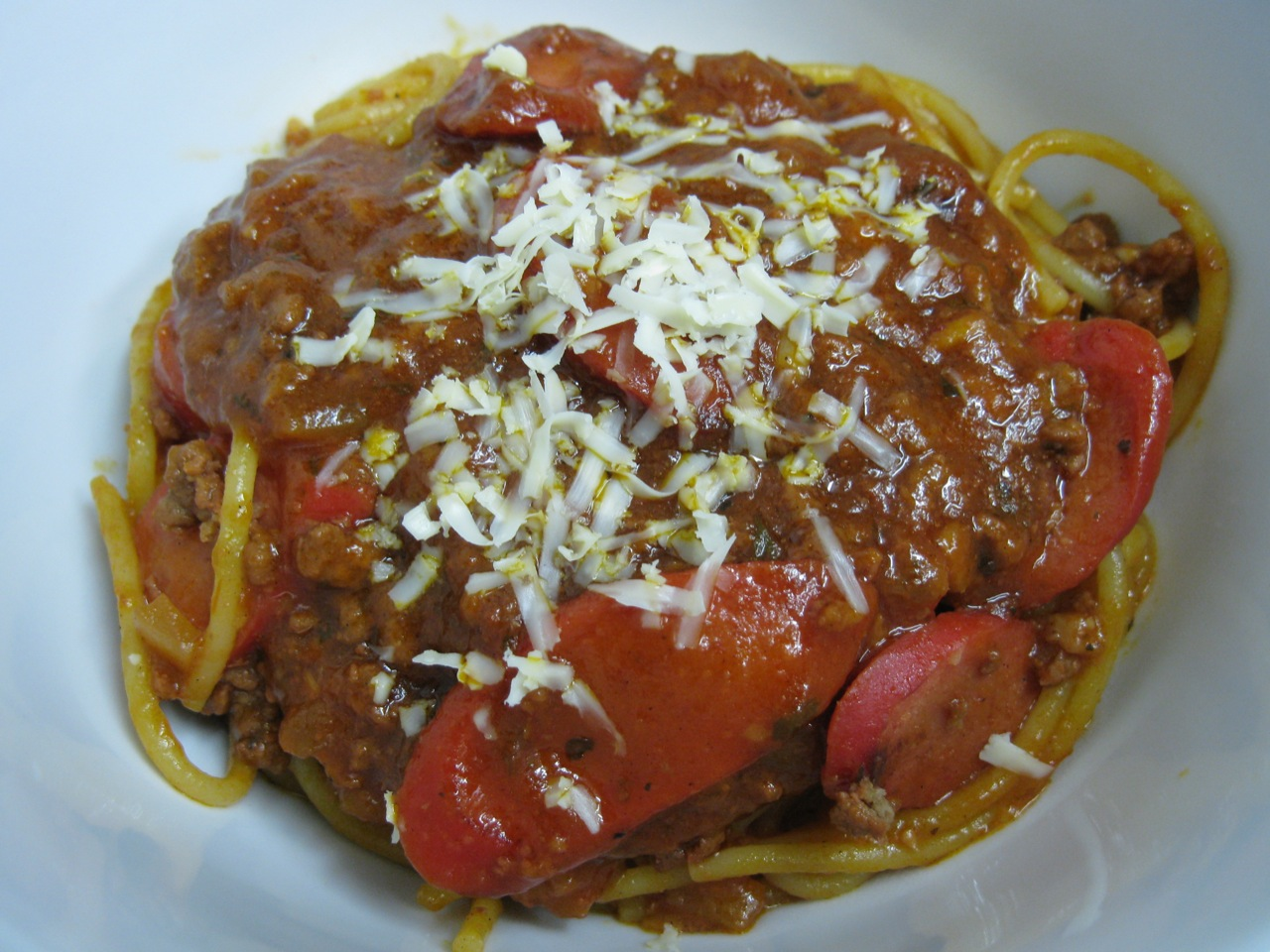
Porce filipínských špaget

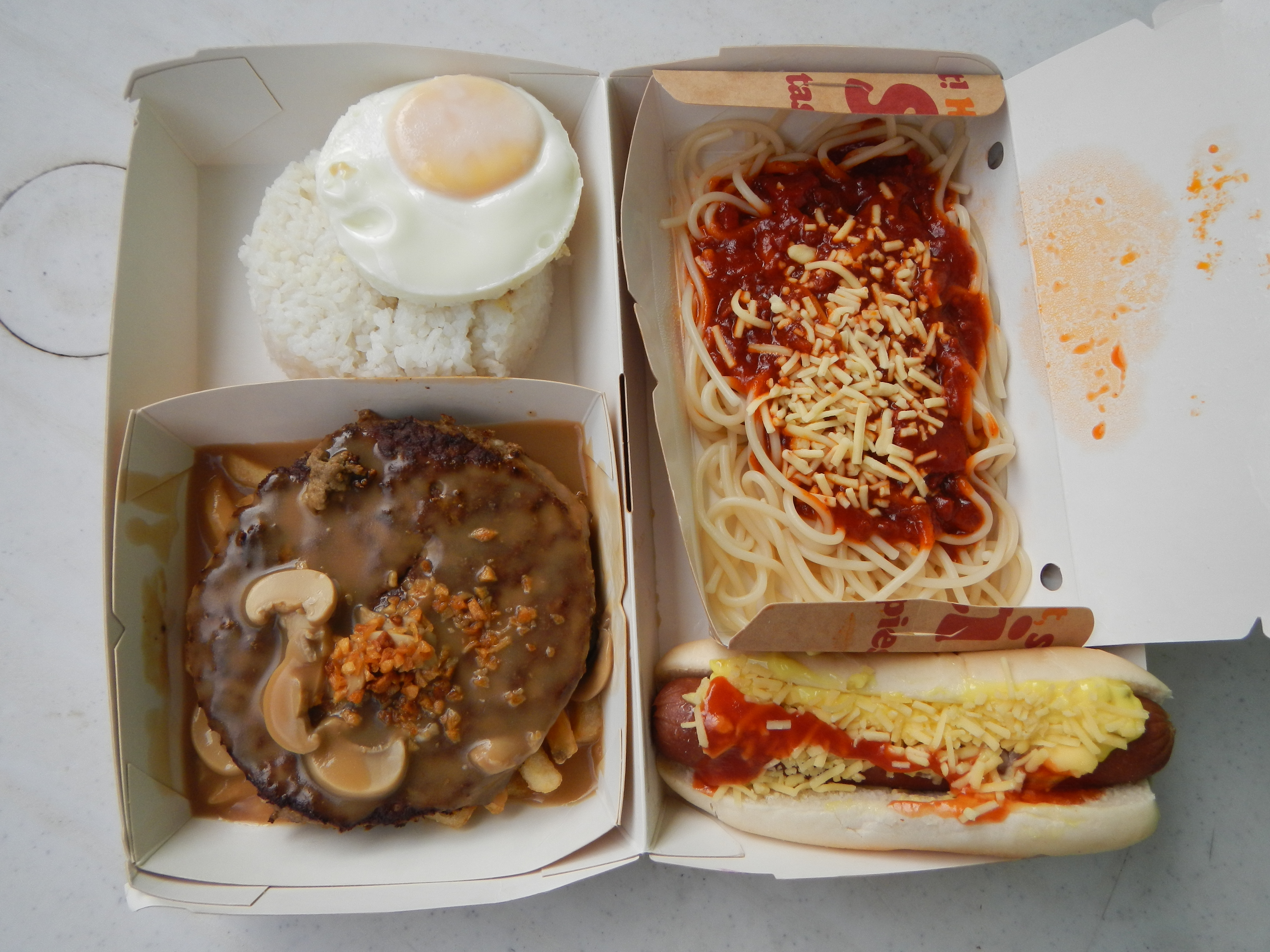
Objednávka z filipínského fastfoodu Jollibee, filipínské špagety jsou v pravém horním rohu

Filipínské špagety jsou filipínskou adaptací boloňských špaget, tradičního italského pokrmu. Jedná se o špagety se sladkou rajčatovou omáčkou z rajčatového protlaku s hnědým cukrem, banánovým kečupem nebo i kondenzovaným mlékem. Do špaget se dále přidává maso, obvykle ve formě párků nebo filipínských klobás longganisa, případně s ginlingem (filipínským smaženým mletým masem), přidává se také strouhaný sýr. Ve filipínské kuchyni jsou špagety považovány za pohodlné jídlo, často podávané při speciálních příležitostech, jako jsou dětské narozeninové oslavy. Filipínské špagety také na Filipínách nabízí celá řada fastfoodových restaurací, například Jollibee.
Pokrm pravděpodobně vznikl v polovině 20. století, poté co byl z důvodu nedostatku rajčat na Filipínách během druhé světové války zaveden banánový kečup.